# A.V.I.A. Lombardi FL-3
AVIA Lombardi FL.3 byl italský sportovní jednomotorový dvoumístný letoun z 30. let 20. století, vyráběný ve firmě Azionaria Vercellese Industrie Aeronautiche. První prototyp stroje vzlétl roku 1937 a měl instalovaný motor Walter Persy z českého letounu Zlín Z-XII. Letoun FL.3 byl užívaný za druhé světové války a po válce se objevil i v Československu, kde byl přeznačen na C-13 (imatrikulace OK-FEA) a používán jako cvičný.

## Hlavní technické údaje
- Osádka: 2
- Rozpětí: 9,85 m
- Délka: 6,36 m
- Výška: 1,80 m
- Nosná plocha: 14,35 m²
- Hmotnost prázdného stroje: 300 kg
- Vzletová hmotnost: 515 kg
- Motor: 1× CNA D VI
- Nejvyšší rychlost: 170 km/h
- Cestovní rychlost: 150 km/h
- Dostup: 5000 m
- Dolet: 600 km